# Guillermo Cano Rojas
Guillermo Cano Rojas (Córdoba, 1976) es poeta, artista visual y gestor cultural. Se licenció en Historia del Arte en la Universidad de Granada y posteriormente se doctoró en Bellas Artes en la Universidad Politécnica de Valencia con la tesis doctoral Las desilusiones corporales. Contribuciones de la sexualidad radical del Accionismo Vienés 1960-1971, calificado con Cum Laude. Es además Máster en Sexología y Género por el Instituto de Sexología Al-Ándalus (Granada). 

## Perfil Profesional
El perfil profesional de Guillermo Cano Rojas es especialmente interdisciplinar, siendo un investigador comprometido con la preservación de las Humanidades y con la renovación de la investigación tanto en Historia del Arte como en las Bellas Artes. En este sentido, una de las principales tesis que sostiene este autor es que la renovación y actualización de las Humanidades no está tanto en sus temas o en sus formatos como en sus ámbitos de elaboración, lo que considera inseparable de la renovación y actualización de sus instituciones, las cuales mantienen estructuras piramidales y jerárquicas y funcionamientos excesivamente burocráticos que condicionan profundamente la libertad de aplicación de los conocimientos obtenidos mediante el ejercicio de la libertad de conocimiento. Esta tarea la lleva a cabo no solo como conferenciante y ponente en muy diversos congresos y simposios internacionales, también como editor de la revista indexada Revista Sonda. Investigación y Docencia en Artes y Letras y como miembro fundador de la Asociación de Historiadoras e Historiadores del Arte RedHA Archivado el 1 de junio de 2016 en Wayback Machine.. Además de mantener esta línea de trabajo, Guillermo Cano se ha ido especializando en el estudio de las relaciones entre las artes contemporáneas, así como en la perspectiva de género de las artes y de las culturas. Además, desarrolla labor como comisario independiente de exposiciones. Actualmente es el presidente de la Asociación Cultural FOLIAS (Foro Literario de L'Alfàs del Pi), que a pesar de ser una asociación relativamente joven ha sido recientemente premiada por el Ayuntamiento de L'Alfàs del Pi por sus importantes contribuciones a la cultura y a su desarrollo.

## Comisariados
- Fugas subversivas. Reflexiones híbridas sobre las identidades.[2][3] Propuesta expositiva cocomisariada dentro del Proyecto Cultural Identidades estrategias: prácticas de intervención cultural.[4] Algunos de los artistas y especialistas presentes en este proyecto fueron Guillermo Gómez-Peña y La Pocha Nostra, Antonio Prieto Strambaugh, Carmelita Tropicana, L.S.D., Pepón Osorio, entre otros.
- Líquidos a 37º. Una metáfora de la naturaleza humana.[5][6] Entre los artistas seleccionados estuvieron Dora García, Rogelio López Cuenca o Joaquín Peña-Toro.[7]
- Downloading 2015. Poesía y nuevas prácticas artísticas, Ateneo de Málaga.[8][9]

## Poesía
Durante más de diez años este poeta ha ido publicando su “juventud poética” a lo largo de distintas antologías, revistas y plaquettes, entre la que destacaría la selección publicada en la editorial Las Flechas de Atalanta (n.º 4). En esta fase inicial ganó el I Certamen de Poesía de la ciudad de Marbella (2009) y quedó finalista en varios premios nacionales. Un salto cualitativo en su obra poética vendrá de la mano de la publicación del poemario: Cabeza verde sobre fondo rojo (Amargord, 2014). Con este libro marca un antes y un después en su trayectoria cuyo avance podrá apreciarse en su futura obra en proceso de construcción. Este poemario ha contado con una muy buena acogida ante muy diversos públicos y ha sido presentado en ámbitos especializados como el Instituto Alicantino de Cultura Juan Gil-Albert (donde presentó junto a Antonio Méndez Rubio el ciclo poético: "Mirando alrededor: la poesía hoy"), el Centro Andaluz de las Letras y una gran cantidad de concejalías de cultura de diferentes lugares nacionales.

## Artes Visuales
Durante el periodo que media entre el 2005-2008 formó parte del grupo artístico Latapadelossesos, con quienes fue seleccionado en la sección de Arte Público dentro del certamen Mucho+Mayo organizado por el Ayuntamiento de Cartagena. Parte de la obra visual de Guillermo Cano ha sido mostrada en España y México, sin embargo, su trabajo más maduro aparecerá en colaboración con el artista David Rodríguez Sevilla en la realización del circuito de Arte Público realizado para el Festival de Cine de L’Alfàs del Pi: CAL/Cine, Arte y Literatura 2015, supone una interesante interpelación entre estos medios creativos cuyo resultado son unos murales creativos de calidad y con los que se constituye el circuito de arte urbano de próximas ediciones.

## Publicaciones
La cantidad ingente de publicaciones de este autor se ha materializado a través de muy distintos formatos, que incluyen artículos científicos, comunicaciones, libros, capítulos de libros, reseñas y otros formatos donde las temáticas tratadas son las antes dichas. Algunos ejemplos son:
- Coordinador del n.º 13 de la Revista indexada Papeles de Cultura Contemporánea. Pensar hoy las artes. Una aproximación crítica a la perspectiva de la pluralidad.
- Editor de Revista Sonda. Investigación y Docencia en Artes Letras. Revista indexada.
- Presidente de la Asociación Cultural FOLIAS (Foro Literario de L'Alfàs del Pi).

### Asociación Cultural FOLIAS
La Asociación Cultural FOLIAS es una de las asociaciones más jóvenes de la localidad de L'Alfàs del Pi (Alicante), sin embargo, el trabajo realizado de calidad en diferentes direcciones culturales le ha supuesto recientemente el reconocimiento a su labor por el Ayuntamiento. Esta asociación atiende necesidades locales y provinciales en el ámbito general de la cultura, pero muy especialmente en el campo de las artes y de las letras. 